# Ширакский хребет
Ширакский хребет (арм. Շիրակի լեռնաշղթա), также Есаульский хребет, — горный хребет на северо-западе Армении. Протяженность хребта с запада на восток составляет 37 км. Хребет сложен изверженными и осадочными породами; безлесен на всем протяжении, но обладает хорошим травостоем в летне-весеннее время и используется под пастбища.
Известны вершины хребта: Цуласар (2555 м) (наивысшая), Джаджур (2429 м), Шиштапа (2288 м), Гочкех (2200 м), Чачан (2200 м), 4 км до вершины Кети (2130), Шиштапа (2288 м), Гочкех (2200 м), Чачан (2200 м).